# بلیان
بلیان (کازرون)، نام روستایی است از توابع بخش مرکزی شهرستان کازرون، که در استان فارس ایران است.

## جمعیت
این روستا در دهستان بلیان قرار دارد و بر اساس سرشماری مرکز آمار ایران در سال ۱۳۹۵، جمعیت آن ۲۷۹۸ نفر (۸۰۶ خانوار) بوده است.
مردم این روستا اصالتاً لر هستند. گویش‌های اصیل بَلیانی، حیاتی (در دولت‌آباد دژگاه)، لُردارِنگانی (در دارنگان لُر)، دژگاهی و کُرونی (در چهل چشمهٔ دشت ارژن) جزء گویش‌های لری قرار می‌گیرند.

## مشاهیر
- شیخ اوحدالدین عبدالله بلیانی
- امین‌الدین بلیانی
- شیخ عبدالله بلیانی